# 出入禁止の女〜事件記者クロガネ〜
『出入禁止の女〜事件記者クロガネ〜』（デキンのおんな じけんきしゃクロガネ）は、2015年1月15日から2月26日までテレビ朝日系「木曜ミステリー」枠で放送された日本のテレビドラマ。主演は観月ありさ。
新聞記者役に初めて挑む観月は、1992年の初主演から数えて24年連続で連続ドラマ主演を果たし、自らのギネスブック記録を更新することになる。

## あらすじ
京都市の地方新聞社「京都新報」は、実業家の磯村憲吉によって買収され、「京都タイムス」としてリニューアルされ、売り上げ重視、大衆に親しまれる紙面づくりに方向転換しようとする。ところが、この方向転換に社員たちは反対し、次々と退社してしまう。
その中で、鉄忍布（くろがねしのぶ）は社会部の記者として、強い信念をもって、大胆かつ粘り強い取材を武器に突撃取材を敢行、しかしそれが災いして、取材先から出入禁止（出禁（できん））を突き付けられることも度々あったが、それでもしぶとく会社に残って仕事をこなす。その一方、私生活では過去に離婚経験があり、前夫との間に生まれた中学生の息子を持つシングルマザーである。
そんな中、元全国紙記者の古林千華子が京都タイムズに入社する。古林は全国紙での出世レースに出遅れたことで退社し、中途採用で入社してきた。しかし、表立った反抗こそしないが、自らの我流を押し通そうとする鉄を疎ましく感じ、やがて鉄と古林は激しい対立を繰り広げることになる。

## 登場人物

### 京都タイムス社会部
鉄忍布（くろがね しのぶ）〈37〉
演 - 観月ありさ
記者。
古林千華子（ふるばやし ちかこ）〈47〉
演 - 財前直見
デスク。
美馬健作（みま けんさく）〈40〉
演 - 宅間孝行
記者。
胡桃沢洋（くるみざわ ひろし）〈44〉
演 - 甲本雅裕
警察担当記者。
磯村憲吉（いそむら けんきち）〈62〉
演 - 小林稔侍
オーナー。

### 京都府警察捜査第一課
二宮正人（にのみや まさと）〈50〉
演 - 益岡徹
魚住勝（うおずみ まさる）〈30〉
演 - 谷内伸也

### その他
鉄一路（くろがね いちろ）〈14〉
演 - 前田旺志郎
忍布の息子。

### ゲスト
第1話
- 南条夏生（ニュースキャスター・元京都新報記者） - 西村雅彦
- 南条みちる（南条の妻） - 中山忍
- 中山香織（涼子の姉・看護師） - 小橋めぐみ
- 松浦亜衣（栗原の客） - 本田緑
- 栗原誠（ホスト・香織のストーカー） - 八代真吾
- 関口哲史（呼吸器内科医師・香織の同僚） - 鈴木豊
- 中山涼子（東山ストーカー殺人事件被害者） - 藤井愛美

第2話
- 日野恭子（シングルマザー） - 水野真紀
- 高城信三（モバイルネットシステム社長） - 中丸新将
- 村上安奈（高城の娘） - 近野成美
- 小久保唯（スナックママ） - 中込佐知子
- 釘町稔（前科者・花屋店員） - 有薗芳記
- 上原卓巳（モバイルネットシステム専務） - 山上賢治
- 日野真理（恭子の娘） - 山本彩葉
- 小久保浩平（唯の息子・心臓病患者） - 高良昊来

第3話
- 浜嶋朝子（京南大学医学部教授） - 渡辺梓
- 浜嶋亮輔（朝子の夫・ビジネスホテルチェーン社長） - 大河内浩
- 遠藤北斗（朝子の共同研究者） - 細田善彦
- 加瀬達夫（京都タイムス文化部記者） - 小林健
- 永田友喜（記者） - 寿大聡
- 岡村仁美（亮輔と不倫関係） - 西村亜矢子
- 遠藤順一（北斗の父・アルツハイマー病研究者） - いわすとおる
- 坂井牧子（京南大学清掃員） - まつむら眞弓
- 遠藤アリー（北斗の母・アルツハイマー病発症者） - 谷村エイミー

第4話
- 那須慎二（スーパーマーケット副店長） - 蟹江一平
- 西孝彦（スーパーマーケット店長） - 升毅
- 沢田雪野（スーパーマーケット元惣菜担当） - 岩橋道子
- 佐古田翔（セキュリティアドバイザー） - 中川晴樹
- 堀江和博（不良グループリーダー格・桂川学院OB） - 松田岳
- 西春希（西の息子・桂川学院生徒） - 池本啓太
- 吉野幸太（一路の友達・桂川学院生徒） - 渋谷龍生

第5話
- 第一部
  - 広岡加寿子（美容院「ヒロサワ」店主） - 藤真利子
  - 清川一起 - 中村倫也
  - 富永剣一郎（投資顧問会社社長） - 藤沢徹衛
  - 山根耕介 - 浜田隆広
  - 有吉辰哉（電機店店員） - 和泉崇司

- 第二部
  - 藤原耐子（リラクゼーションサロン「クリスタルチェリー」店長） - 遠藤久美子
  - 右田泰介（京都府警本部警視正） - 菅原大吉
  - 野崎敬四郎（代議士） - 浜田晃
  - 門倉雅之（太平の甥） - 本田大輔
  - 太平健一（神城不動産社長） - 伊庭剛

最終話
- 第一部
  - 佐橋きみえ（衆議院議員） - 高橋ひとみ
  - 近松昇太郎（京都府議会議員） - 長谷川朝晴
  - 八田憲一（きみえの夫） - 瀬川菊之丞
  - 河畑孝（割烹「しま多」店主） - 国木田かっぱ
  - 勝俣健太（Sports Gym Step 社員） - 三谷昌登
  - 篠田夕夏（ヨガインストラクター） - 川崎真理

- 第二部
  - 野口飛鳥（久本の秘書） - 原田夏希
  - 久本龍示（久本リゾート社長） - 隆大介
  - 吉見研介（久本リゾート専務） - 山中敦史
  - 夏目武大（俳優・久本リゾートの元社員） - 尾上寛之
  - 春日陽平（久本リゾートの元社員） - 石田剛太
  - 野口美弥子（飛鳥の母） - 三浦徳子
  - 原田悠紀（京洛ケアサービスの介護士） - 酒井善史

## スタッフ
- 脚本 - 西岡琢也、真部千晶、岡崎由紀子、池上純哉
- 音楽 - 吉川清之
- 監督 - 田﨑竜太、藤岡浩二郎
- 主題歌 - lecca「live again」（cutting edge）[6]
- ゼネラルプロデューサー - 井圡隆
- プロデューサー - 杉山登（テレビ朝日）、丸山真哉（東映）
- ラインプロデューサー - 芦田淳也
- 制作 - テレビ朝日、東映

## 放送日程
- 2015年2月5日は第4話を放送予定であったが、『いきなり!黄金伝説。2時間スペシャル』を急遽編成されたため休止。
- 第4話は2分短縮・繰り下げ（前番組『いきなり!黄金伝説。』が2分延長のため、全局20:00開始）。
- 第5話・最終話はそれぞれ2話連続の2時間スペシャル（第一部・第二部）として放送（19:00 - 20:54、一部地域では19:04開始）。

| 各話                                                          | 放送日  | サブタイトル | 脚本                                  | 監督                                    | 視聴率 |
| ------------------------------------------------------------- | ------- | --- | ------------------------------------- | --------------------------------------- | ------ |
| 第1話                                                         | 1月15日 | 先輩記者を疑え…!? 殺人ストーカー7年越しの復讐                                                                                  | 西岡琢也                              | 田﨑竜太                                | 6.5%   |
| 第2話                                                         | 1月22日 | 引き裂かれた母娘!! 女児誘拐!身代金0円の謎…!?                                                                                   | 西岡琢也                              | 田﨑竜太                                | 6.3%   |
| 第3話                                                         | 1月29日 | 禁断の実験室!! 死体が流した涙…DNA鑑定の裏で                                                                                    | 真部千晶                              | 藤岡浩二郎                              | 6.9%   |
| 第4話                                                         | 2月12日 | 町の英雄刺殺！防犯カメラの死角に悲しい真実が…                                                                                  | 岡崎由紀子                            | 田﨑竜太                                | 7.2%   |
| 第5話                                                         | 2月19日 | 衝撃の結末へ…3つの事件に記者が挑む！30台のカメラが守る屋敷で殺人!! 祇園の転落死愛人の涙！死者からのオレオレ詐欺…母の悲しい過去 | 西岡琢也                              | 田﨑竜太（第一部） 藤岡浩二郎（第二部） | 6.1%   |
| 最終話                                                        | 2月26日 | ゴミ屋敷で白骨死体人気ヨガ講師が変死…連続殺人に2人の女!? 派閥が守る二世議員と男を惑わす社長秘書…母を介護する優しき娘の仮面!?   | 池上純哉（第一部） 西岡琢也（第二部） | 藤岡浩二郎                              | 5.9%   |
| 平均視聴率 6.4%（視聴率はビデオリサーチ調べ、関東地区・世帯） |         | |                                       |                                         |        |